# Wayne Ellington
Wayne Robert Ellington Jr. (* 29. November 1987 in Wynnewood, Pennsylvania) ist ein US-amerikanischer Basketballtrainer und ehemaliger -spieler, der zurzeit für die Miami Heat in der NBA als Assistenzcoach zur Spielerentwicklung tätig ist.

## College
Ellington spielte drei Jahre für die University of North Carolina at Chapel Hill. Mit den Tar Heels gewann er 2009 die NCAA Division I Basketball Championship und wurde zum NCAA Final Four Most Outstanding Player gewählt. Er meldete sich daraufhin zur NBA-Draft 2009 an und wurde von den Minnesota Timberwolves an 28. Stelle ausgewählt.

## Professionelle Karriere
Bei den Timberwolves verbrachte Ellington drei Jahre und erzielte dort 6,5 Punkte im Schnitt und traf gute 37,6 % von der Dreipunktlinie. Im Sommer 2012 wurde er für Dante Cunningham zu den Memphis Grizzlies transferiert. Bei den Grizzlies gelangen ihm am 11. November 2012 mit 25 Punkten bei 7 von 11 getroffenen Dreipunktwürfen, ein Karriererekord. Dennoch wurde Ellington im Laufe der Saison zu den Cleveland Cavaliers transferiert, wo er in den restlichen 38 Spielen 10,4 Punkte pro Spiel beisteuerte.
Im Sommer unterschrieb Ellington bei den Dallas Mavericks. Bei den Mavericks sah er jedoch wenig Einsatzzeit. Die Mavericks gaben ihn im Sommer 2014 zu den New York Knicks als Teil eines Transfers um Tyson Chandler ab. Wenige Wochen später wurde er zu den Sacramento Kings weitergereicht, die ihn jedoch kurz darauf entließen.
Ellington unterzeichnete daraufhin einen Vertrag mit den Los Angeles Lakers. Bei den erfolglosen Lakers sah Ellington viel Spielzeit. So gelang ihm am 27. Januar 2015 gegen die Washington Wizards mit 28 Punkten ein neuer Karriererekord. Die Saison schloss er mit durchschnittlichen Karrierebestwerten in Punkten (10,0), Rebounds (3,2) und Assists (1,6) ab.
Im Sommer 2015 unterschrieb einen Vertrag bei den Brooklyn Nets und ein Jahr später wechselte er zu den Miami Heat. Im Februar 2019 unterschrieb er einen Vertrag bis zum Saisonende bei den Detroit Pistons. Im August 2021 unterzeichnete er einen Einjahresvertrag bei den Los Angeles Lakers.

## Karriere als Trainer
Am 2. Oktober 2023 wurde bekanntgegeben, dass Ellington als Assistenzcoach für die Spielerentwicklung zu seinem ehemaligen Team, den Miami Heat, zurückkehren würde.

## Karriere-Statistiken

### NBA

#### Reguläre Saison
| Saison  | Team                | GP  | GS  | MPG  | FG % | 3P % | FT % | RPG | APG | SPG | BPG | PPG  |
| ------- | ------------------- | --- | --- | ---- | ---- | ---- | ---- | --- | --- | --- | --- | ---- |
| 2009–10 | Minnesota           | 76  | 1   | 18.2 | .424 | .395 | .871 | 2.1 | 1.0 | 0.3 | 0.1 | 6.6  |
| 2010–11 | Minnesota           | 62  | 8   | 19.0 | .403 | .397 | .792 | 1.7 | 1.2 | 0.5 | 0.0 | 6.6  |
| 2011–12 | Minnesota           | 51  | 4   | 19.1 | .404 | .324 | .800 | 1.9 | 0.6 | 0.5 | 0.2 | 6.1  |
| 2012–13 | Memphis / Cleveland | 78  | 21  | 21.3 | .427 | .392 | .907 | 2.1 | 1.3 | 0.6 | 0.0 | 7.9  |
| 2013–14 | Dallas              | 45  | 1   | 8.7  | .437 | .424 | .909 | 1.0 | 0.4 | 0.4 | 0.0 | 3.2  |
| 2014–15 | L.A. Lakers         | 65  | 36  | 25.8 | .412 | .370 | .813 | 3.2 | 1.6 | 0.5 | 0.0 | 10.0 |
| 2015–16 | Brooklyn            | 76  | 41  | 21.3 | .389 | .358 | .857 | 2.3 | 1.1 | 0.6 | 0.1 | 7.7  |
| 2016–17 | Miami               | 62  | 13  | 24.2 | .416 | .378 | .860 | 2.1 | 1.1 | 0.6 | 0.1 | 10.5 |
| 2017–18 | Miami               | 77  | 2   | 26.5 | .407 | .392 | .859 | 2.8 | 1.0 | 0.7 | 0.1 | 11.2 |
| 2018–19 | Miami / Detroit     | 53  | 38  | 24.5 | .403 | .371 | .796 | 2.0 | 1.4 | 1.0 | 0.1 | 10.3 |
| 2019–20 | New York            | 36  | 1   | 15.5 | .351 | .350 | .846 | 1.8 | 1.2 | 0.4 | 0.1 | 5.1  |
| Gesamt  | Gesamt              | 681 | 166 | 21.0 | .408 | .378 | .846 | 2.2 | 1.1 | 0.5 | 0.1 | 8.0  |

#### Play-offs
| Saison  | Team    | GP | GS | MPG  | FG % | 3P % | FT %  | RPG | APG | SPG | BPG | PPG |
| ------- | ------- | -- | -- | ---- | ---- | ---- | ----- | --- | --- | --- | --- | --- |
| 2013–14 | Dallas  | 2  | 0  | 7.0  | .333 | .333 | 1.000 | 1.0 | 1.0 | 0.0 | 0.0 | 4.0 |
| 2017–18 | Miami   | 5  | 0  | 20.2 | .343 | .400 | 1.000 | 1.6 | 0.6 | 0.4 | 0.4 | 7.8 |
| 2018–19 | Detroit | 4  | 4  | 32.8 | .314 | .318 | 1.000 | 3.8 | 1.3 | 0.8 | 0.0 | 7.8 |
| Gesamt  | Gesamt  | 11 | 4  | 22.4 | .329 | .362 | 1.000 | 2.3 | 0.9 | 0.5 | 0.2 | 7.1 |